# Alvabeszélés
Az alvabeszélés az alvászavarok egyike, ami az alvás bármelyik fázisában jelentkezhet. Nem csak a rémálmok válthatják ki. Okai lehetnek:
- REM alvási rendellenesség;
- alvajárás
- rémálmok
- alvási evészavar
- láz

Az alvabeszélőket szomnilokvistának is nevezik.

## Összegzés
A gyerekek 50%-a alvabeszél, bár ezt legtöbbjük pubertáskorukra kinövi. A felnőttek körében 4%-os az előfordulása. Családi halmozódást mutat.
Önmagában teljesen ártalmatlan. Poliszomnográffal vagy magnóval felvétel készíthető róla.